# Henri Boulad
P. Henri Boulad S.J. (Alexandria, 1931. augusztus 28. – Kairó, 2023. június 14.) jezsuita szerzetes, misztikus. Felekezete szerint melkita rítusú bizánci katolikus, de rendelkezik latin rítusban és kopt rítusban végzett szertartások jogosultságával is. Muzulmán környezetben élő keresztény kisebbség tagjaként Pascal, Teilhard de Chardin és Simone Weil tanítványának vallja magát.
2017. március 16-án az Országházban magyar állampolgárságot kapott.

## Élete
Eredetileg szíriai családja évszázadok óta Damaszkuszban élt. Nagyapja, Szelim a körülbelül húszezer libanoni és szíriai keresztény életét követelő 1860-as keresztényüldözés elől Damaszkuszból Alexandriába menekült, és ott telepedett le. Henri Boulad édesapja szír, édesanyja olasz származású, a család francia anyanyelvű katolikus. Tizenhat évesen érzett elhívatást a papi hivatásra; 1950-ben belépett a jezsuita rendbe, és Bejrútban megkezdte a noviciátust. Ott is szentelték pappá 1963-ban. További stúdiumait is beszámítva, összesen 17 esztendőn keresztül folytatta tanulmányait. Filozófiát Franciaországban, teológiát Libanonban, a pszichológiát és pedagógiát az Amerikai Egyesült Államokban végezte. Három doktorátust szerzett.
Visszatérve Egyiptomba az ifjúság nevelése és a szociális munka területén dolgozott, valamint lelkigyakorlatok vezetője lett. 1967-től a kairói és alexandriai tanulmányi és nevelői központok tagja, tanára, majd vezetője. Nagyszabású tervet valósított meg a leprások fölkarolására, melybe fiatal keresztény és muszlim egyetemi hallgatók százait kapcsolta be. 1979-től a kis jezsuita rendtartomány vezetője, majd az összes ott működő szerzetesek elöljárói tanácsának elnöke. Kalkuttai Teréz anyával egyetértésben szervezte meg az egyiptomi CARITAS-t.
1983-tól kiterjesztette működését Szudánra is. Menekülttáborokat szervezett, küzdött a szudáni népirtás megfékezéséért, a rabszolgák kiváltásáért. „Teljesen önfeláldozásnak szentelt életéért” megkapta a francia érdemrend tiszti keresztjét. 1985-től a kairói CARITAS vezetője. 1991 óta az észak-afrikai és keleti országokért felelős CARITAS elnöke, továbbá alelnöke a római CARITAS központnak. Évente előadókörutakat tartott Európában, beszédeit gyakran a rádiók is közvetítették.
2004-től a jezsuiták kairói kollégiumának vezetője.

## Magyarul megjelent művei, előadásai
Vácz Jenő S. J. (1914–2003) magyar jezsuita 1986-ban kezdte el magyarra fordítani Boulad előadásait.
- A szív okossága. Amerre a lélek tart; ford. Vácz Jenő; Ecclesia, Bp., 1988; a kötetben megjelent, 1978–1981 között Alexandriában tartott előadások:
  - A Szentháromság

A Szentháromság témájával minden Istent kereső embernek szembe kell néznie. E szembenézés nélkül állandóan elénk áll például az a kérdés, hogy „Keresztényeknek, mozlimoknak ugyanaz-e az Istenük?” (24). Mozlim testvéreink – mondja Boulad – Allah 99 tulajdonságát tudják elsorolni, mi keresztények ehhez egy századikat kapcsolunk, ez a legjelentősebb tulajdonság: a szeretet. Isten a szeretet, amint azt János apostol tanítja (31). Isten nem csak egyszerűen a Szeretet, ő a végtelen és örök Szeretet. A szeretet dialógus, a szeretet odaadás, a szeretet lemondás önmagunkról a másik javára. Az igazi szeretet feltételezi az egymáshoz való viszonyulást (32). Isten megtéve a teljes szeretetajándékozást Atya és Fiú. Az Atya mindent átad a Fiúnak, a Fiú, a szeretet igazi törvényét követve, feleltként mindent visszaáraszt az Atyának (38). A Szentlélek maga ez a szeretetaktus, aki az önátadásra késztet, az Atyából és Fiúból kiáradó szeretet (49). Ő a lényege minden szeretetnek (50). Az anyag, az atom belső szerkezetének megismerésével látjuk, hogy a világot is a háromság határozza meg. Ellentétes töltésű részecskék között ott az összetartó energia ereje. A Háromság az Eggyéválás aktusa, a Lélek misztériuma (55).
- - Az inkarnáció logikája

„A megtestesülés megütközést keltő botrány”. A végtelen nagy Isten bezárkózik egy újszülöttbe? Az időtlen örök Isten belép az emberi történelembe, hogy megszenvedje? A mindenható Isten a mi emberi gyöngeségünk tehetetlenségében mer mutatkozni? (62). És pontosan ennek az Isten és a szenvedő ember közötti távolságnak az átlépése történt meg Jézus Krisztusban (72).
- - Kicsoda Jézus Krisztus?
  - A megváltás
  - A szenvedés teremtő energiája
  - Miért a rossz és a szenvedés?
  - Evolúció és jövő (Teilhard de Chardin távlatai)
  - Az emberi munka és tevékenység értelme (Misztikus elmélkedés)
  - A világ vége – Halál vagy ébredés
- Az önátadás fényében; ford. Vácz Jenő; Ecclesia, Bp., 1991 
  - A teremtés-titok (Alexandria, 1972)
  - A fény (Kairó, 1973)
  - A rossz gyökereinél
  - A bálványozás bűne
  - Egyedüllét és együttlét a lelki életben
  - A tiszta vágy és a szexualitás. Elmélkedés a cölibátusról
  - Második választásom – a végső követelmény
  - Az ima és az ember három személyiségi zónája
  - Az ember üdvössége és az evangelizálás (Tunisz, 1979)
- Minden kegyelem. Az ember és az idő misztériuma; ford. Borosné Huber Mária; Ecclesia, Bp., 1992 
  - Egy idő, két idő, több idő
  - A jelen mélysége
  - Az örökkévalóság az idő szívében
  - Az idő bölcsessége
  - Az örökké tartó múlt
  - Megváltás az időtől
  - Minden kegyelem
- Medjugorjei napló. Tanúságtétel a Mária-jelenésekről; Henri Boulad útinaplója, előadásai alapján németre ford., összeáll. Hidda Westenberger, ford. Moskovszky Éva; Szegletkő, Bp., 1993
- A misztikus test. Kozmikus úton az eucharisztiához; ford. Illésy István; Ecclesia, Bp., 1994
- Használd szabadságodat! Önmegvalósítás és megváltás; ford. Illésy István; Szegletkő, Bp., 1994
- A szeretet dimenziói; ford. Votisky Éva; Ecclesia, Bp., 1995
- Jézus napjainkban. Tizenkét mai példabeszéd; sajtó alá rend. Viz László, ford. Vácz Jenő; Ecclesia, Bp., 1996
- Misztika és elkötelezettség; ford. Viz László; Ecclesia, Bp., 1998; a kötetben megjelent 1994–1996. évi ausztriai körutakon tartott előadások:
  - A pillantásom – szentség
  - A hit teremtő csodája
  - A világban megszülető Isten
  - Az ember tökéletesedéséért
  - A valóságos jelenlét – a felebarátban
  - A király titka
  - Jót tenni, vagy jónak lenni
  - Misztika és politika
- Isten fiai, Isten leányai. Lét és vallás; ford. Kakasyné Endrei Magdolna; Ecclesia, Bp., 2000
- Sámuel, Sámuel!; ford. Vácz Jenő; Ecclesia, Bp., 2002
  - Isten szívverése a világ életében (1979)
  - Lelki energiakrízis (1981)
  - Kelj fel, Illés! (1979)
  - Ember a mindenségben (1979)
  - Jel minden (1982)
  - Isten megtestesülése és teljessége (1981)
  - Mi ítélünk magunkról (1982)
  - Sámuel, Sámuel!... (1979)
  - "Akik nem látnak, lássanak, akik látnak, elvakuljanak" (1978)
  - Az az igazi út, amely fölfelé vezet (1979)
  - Történelmet csinálni (1981)
  - Bűn és bűnbánat (1979)
  - Miért téma a pokol (1970)
  - Remény vagy bizalom (1980)
  - „Csak a szívével lát jól az ember” (1979)
  - Isten megtestesülése és a történelem (1979)
- A nő szenvedése és küldetése. Erős a tett, de erősebb a lét; ford. Forgó András; Márton Áron, Bp., 2002
- Szerelem és szexualitás; ford. Havas István; Új Ember, Bp., 2004
- A Szentlélek ezer arca, 1-2.; ford. Szabóné Révész M. Magdolna; Kairosz, Bp., 2005
- Rabok vagyunk? Predesztináció vagy szabad akarat; ford. Szabóné Révész Magda; Kairosz, Bp., 2006
- Teózis. Az ember beteljesülése Istenben. A keleti egyház víziója a megváltásról; ford. Révész Mária; Kairosz, Bp., 2009
- Az iszlám a misztika, a fundamentalizmus és a modern kor feszültségében; Kairosz, Bp., 2009
- Ki vagy Te, Názáreti Jézus?; ford. Tompa Mária; Szt Gellért, Bp., 2011
- Aki megbocsát, Istenhez hasonló; ford. Herbert Dóra; Kairosz, Bp., 2014
- Isten őrülten szeret téged!; ford. Müntzberger Tompa Mária; Szt. Gellért, Bp., 2014
- A halálban ugyanis megszületünk. Szeretet, szerelem, feltámadás, örök élet; ford. Kiss Gabriella; Jezsuita, Bp., 2017
- Egység, teljesség és szentség. Az étel és a száj társadalmi, kozmikus és szent dimenziói; Kairosz, Bp., 2019

### Omega füzetek
- Omega füzetek sorozat Válogatott szentbeszédek. Korda Kiadó Kecskemét, 1998–2017
  - 1. A keresztény Isten botránya. Angol nyelvű előadások; ford. Hermann Judit; Korda, Kecskemét, 1998
  - 2. A teljes élet titka; ford. Vácz Jenő; Korda, Kecskemét, 1998
  - 3. A belső tapasztalat; ford. Hermann Judit; Korda, Kecskemét, 1998 
  - 4. A kockázat jutalma. Angol nyelvű előadások; ford. Hermann Judit; Korda, Kecskemét, 1998
  - 5. Bátorság a léthez; ford. Hermann Judit; Korda, Kecskemét, 2000
  - 6. Quo vadis ecclesia? Gondolatok a holnap egyházáról; ford. Hermann Judit; Korda, Kecskemét, 2000
  - 7. Az egység víziója; ford. Hermann Judit; Korda, Kecskemét, 2000
  - 8. Igazság és élet. Találkozások Henri Bouladdal; szerk. Hermann Judit, ford. Vácz Jenő, Hermann Judit; Korda, Kecskemét, 2000
  - 9. Optimizmus. Bölcsesség vagy ostobaság?; ford. Hermann Judit; Korda, Kecskemét, 2003
  - 10. Szexualitás az egység tükrében; ford. Hermann Judit; Korda, Kecskemét, 2003
  - 11. Fényforrás a lelkünk mélyén. Válogatott szentbeszédek; ford. Szabóné Révész M. Magda; Korda, Kecskemét, 2009
  - 12. A választottak és a kizártak. Válogatott szentbeszédek; ford. Szabóné Révész M. Magda; Korda, Kecskemét, 2009
  - 13. Szeretlek, úgy, ahogy vagy. Válogatás az Egyiptomban és a külföldi utazások során tartott előadásokból és szentbeszédekből; ford. Szabóné Révész M. Magda; Korda, Kecskemét, 2009
  - 14. Jézus, a világ lelke. Válogatott szentbeszédek; vál., ford. Tompa Mária; Korda, Kecskemét, 2009
  - 15. Lehetséges egy másik világ. Válogatott szentbeszédek; ford. Szabóné Révész M. Magda; Korda, Kecskemét, 2010
  - 16. A világ jövője a kezetekben van. Válogatott szentbeszédek; ford. Tompa Mária; Korda, Kecskemét, 2010
  - 17. Keresztények reménye. Válogatott szentbeszédek; ford. Szabóné Révész M. Magda; Korda, Kecskemét, 2010
  - 18. Hitünk tétje a jövő. Válogatott szentbeszédek; vál., ford. Tompa Mária; Korda, Kecskemét, 2010
  - 19. Hitvédelem a XXI. században; vál., ford. Szabóné Révész M. Magda; Korda, Kecskemét, 2010
  - 20. Isten misztériuma. Válogatott szentbeszédek; vál., ford. Tompa Mária; Korda, Kecskemét, 2010
  - 21. Az élet megszentelése; vál., ford. Szabóné Révész M. Magda; Korda, Kecskemét, 2011
  - 22. Magány és közösség. A közelség és a távolság dialektikája; vál., ford. Szabóné Révész M. Magda; Korda, Kecskemét, 2011
  - 23. Kereszténynek lenni a mai városban. Gondolatok városról és az új evangelizációról; vál., ford. Szabóné Révész M. Magda; Korda, Kecskemét, 2012
  - 24. A túlnépesedés mítosza; vál., ford. Szabóné Révész M. Magda; Korda, Kecskemét, 2012
  - 25. Krisztus, Európa botrányköve; ford. Herbert Dóra; Korda, Kecskemét, 2013
  - 26. Globalizáció és önazonosság; ford. Szabóné Révész Mária; Korda, Kecskemét, 2013
  - 27. Európa lelke. A kereszténység és a migráció ma; ford. Szabóné Révész Magda; Korda, Kecskemét, 2016
  - 28. Az iszlám és a muszlim nők Egyiptomban; ford. Szabóné Révész Magda; Korda, Kecskemét, 2016
  - 29. Krisztusi globalizáció és Európa jövője; ford. Szabóné Révész Magda; Korda, Kecskemét, 2017
  - 30. Átistenülés a mindennapokban; ford. Szabóné Révész Magda; Korda, Kecskemét, 2017

## Díjai
- A Magyar Érdemrend középkeresztje (2019)